# تشيتشن إيتزا
مدينة تشيتشن-إيتزا (بالإسبانية: Chichén Itzá، من لغة المايا اليوكاتية: Chi'ch'èen Ìitsha'، وتعني "عند نبع شعب الإيتزا") هي مدينة أثرية كبيرة من عهد ما قبل كولومبوس بنيت من قبل شعب المايا من الفترة الكلاسيكية الختامية. يقع الموقع الأثري في بلدية تينوم في ولاية يوكاتان المكسيكية.
كانت تشيتشن إيتزا نقطة محورية رئيسية في شمال منخفضات يوكاتان من العصر كلاسيكي المتأخر (600-900 ميلادية) إلى العصر الكلاسيكي الختامي (حوالي 800-900 م) والجزء المبكر من الفترة ما بعد الكلاسيكية (900-1200 م). ويعرض الموقع العديد من الأساليب المعمارية، وهي من آثار المعمار في وسط المكسيك، وأبنية بووك وتشينس من منخفضات يوكاتان الشمالية. كان يعتقد أن هذه الأنماط المعمارية من وسط المكسيك مثلت هجرة الناس من هناك أو الغزو العسكري من تلك المنطقة، ولكن معظم التفسيرات المعاصرة ترى أن وجود هذه المباني كان نتيجة الانتشار الثقافي.
كانت تشيتشن إيتزا إحدى أكبر مدن المايا ومن المرجح أنها كانت إحدى المدن الأسطورية الكبرى (تولان) التي أشار إليها في أدب أمريكا الوسطى اللاحق. ويحتمل أن المدينة كانت ذات تنوع سكاني وهو عامل يمكن أن يكون قد ساهم في تنوع الأساليب المعمارية.
أطلال مدينة تشيتشن إيتزا هي ملك للحكومة الاتحادية، ويقوم المعهد المكسيكي الوطني للأنثروبولوجيا والتاريخ بمراقبة الموقع. كانت الأثار تحت الأرض ملكا خاصا حتى 29 مارس 2010، عندما تم شراؤها من قبل ولاية يوكاتان.
تشيتشن إيتزا هي إحدى أهم المواقع الأثرية وأكثرها جذبا للزوار في المكسيك، وزارها أكثر من مليوني سائح في عام 2016.

## معرض

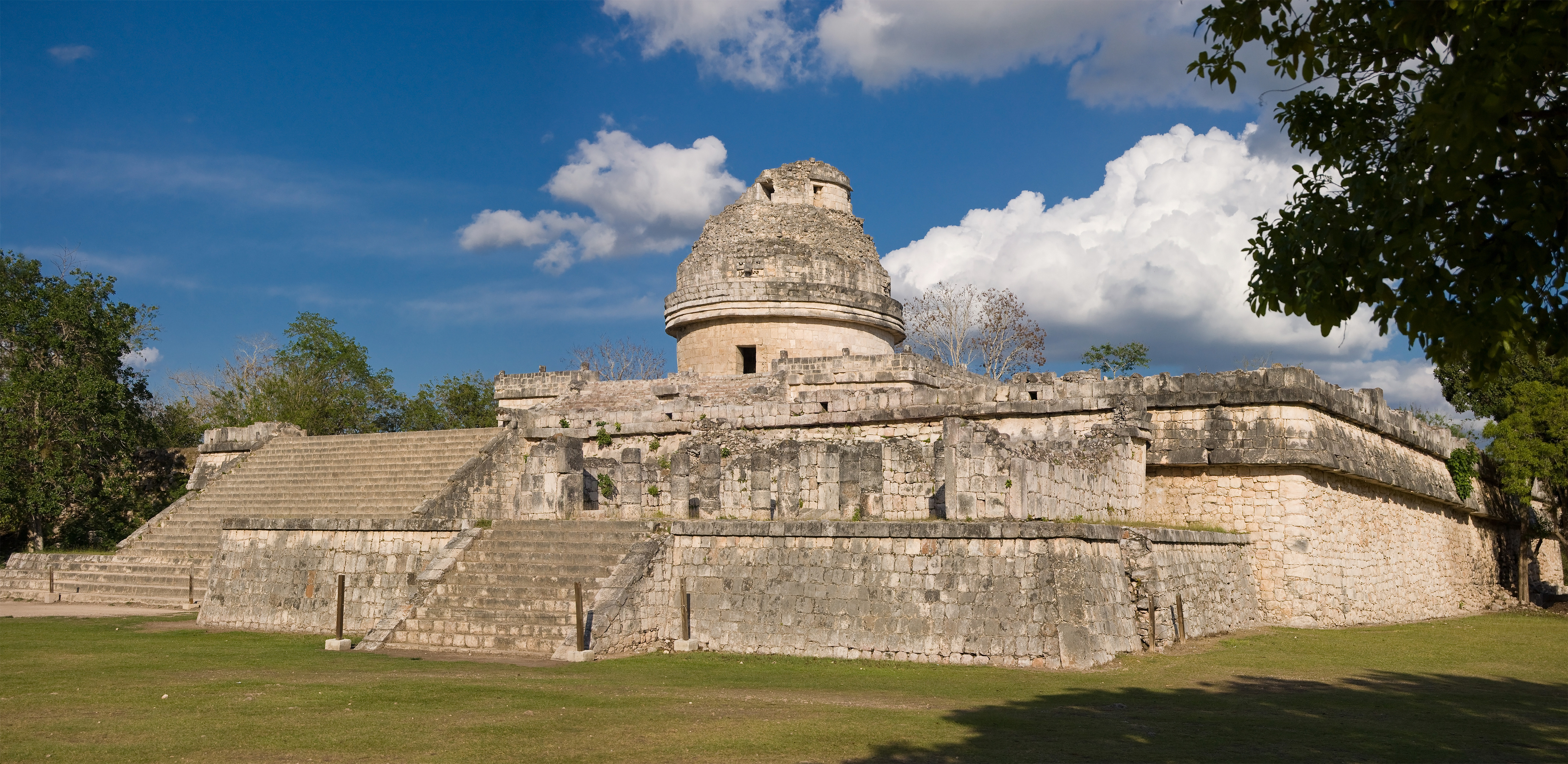
مرصد تشيتشن إيتزا
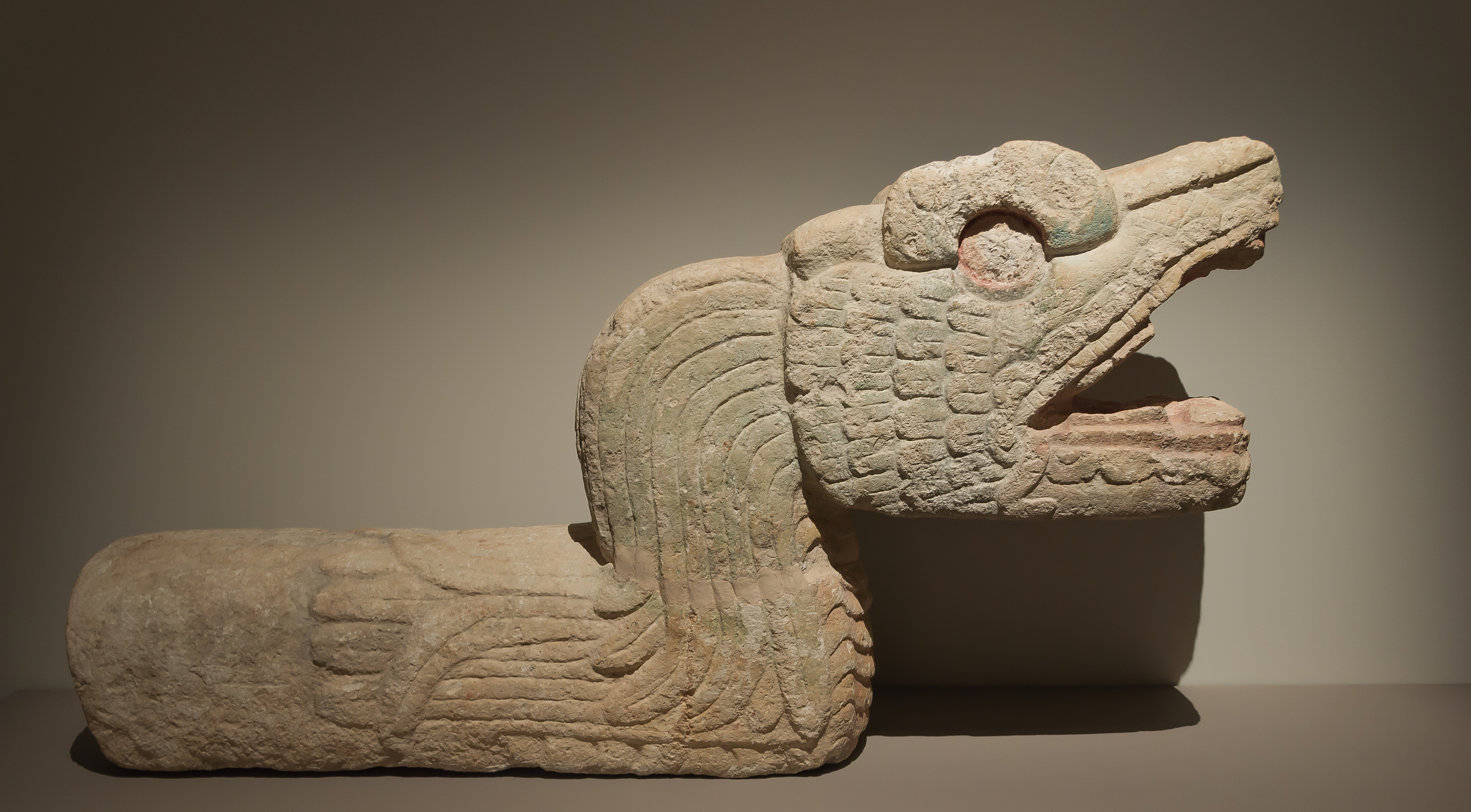
الثعبان في أعمدة تشيتشن إيتزا
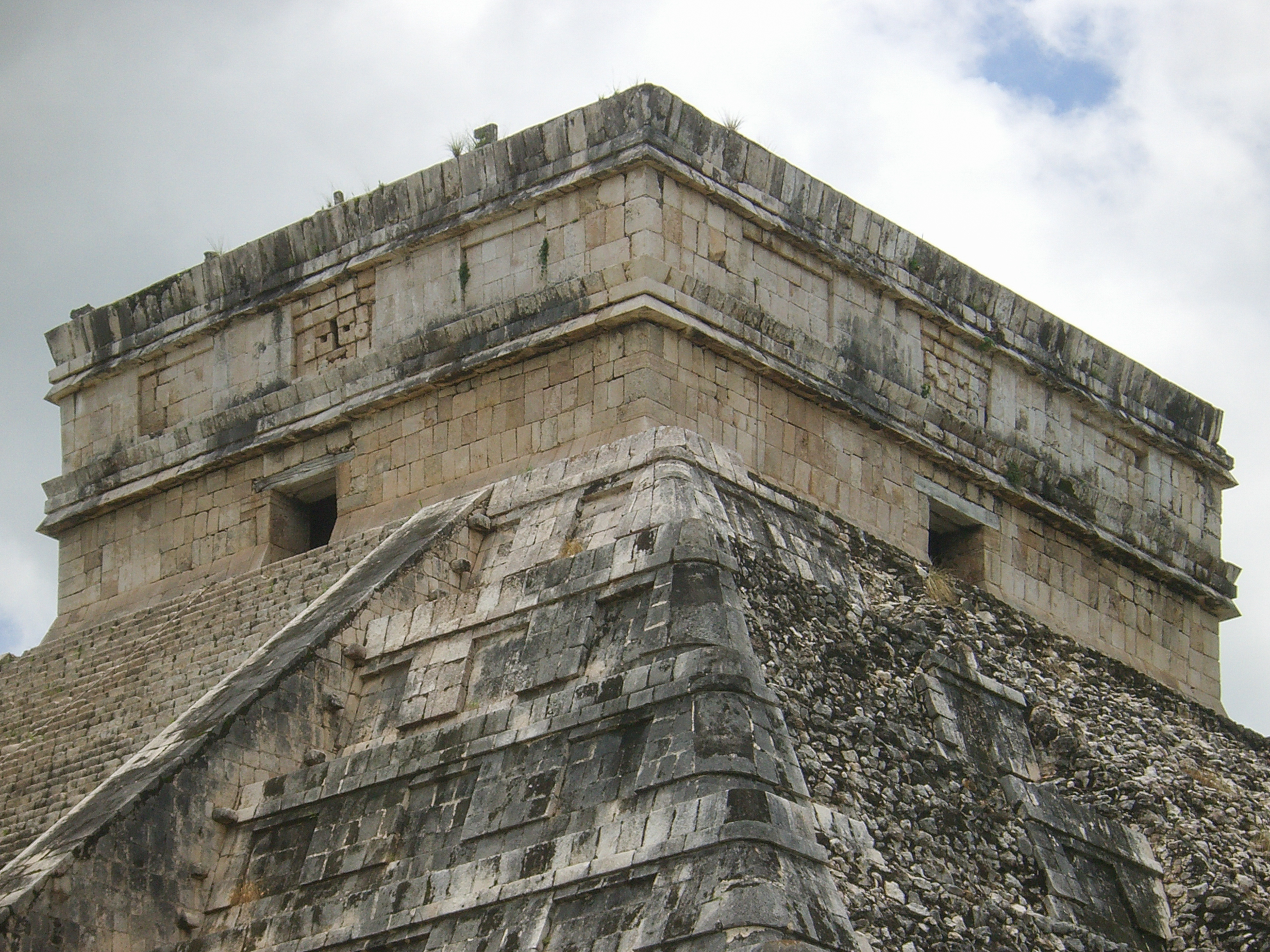
قمة الهرم
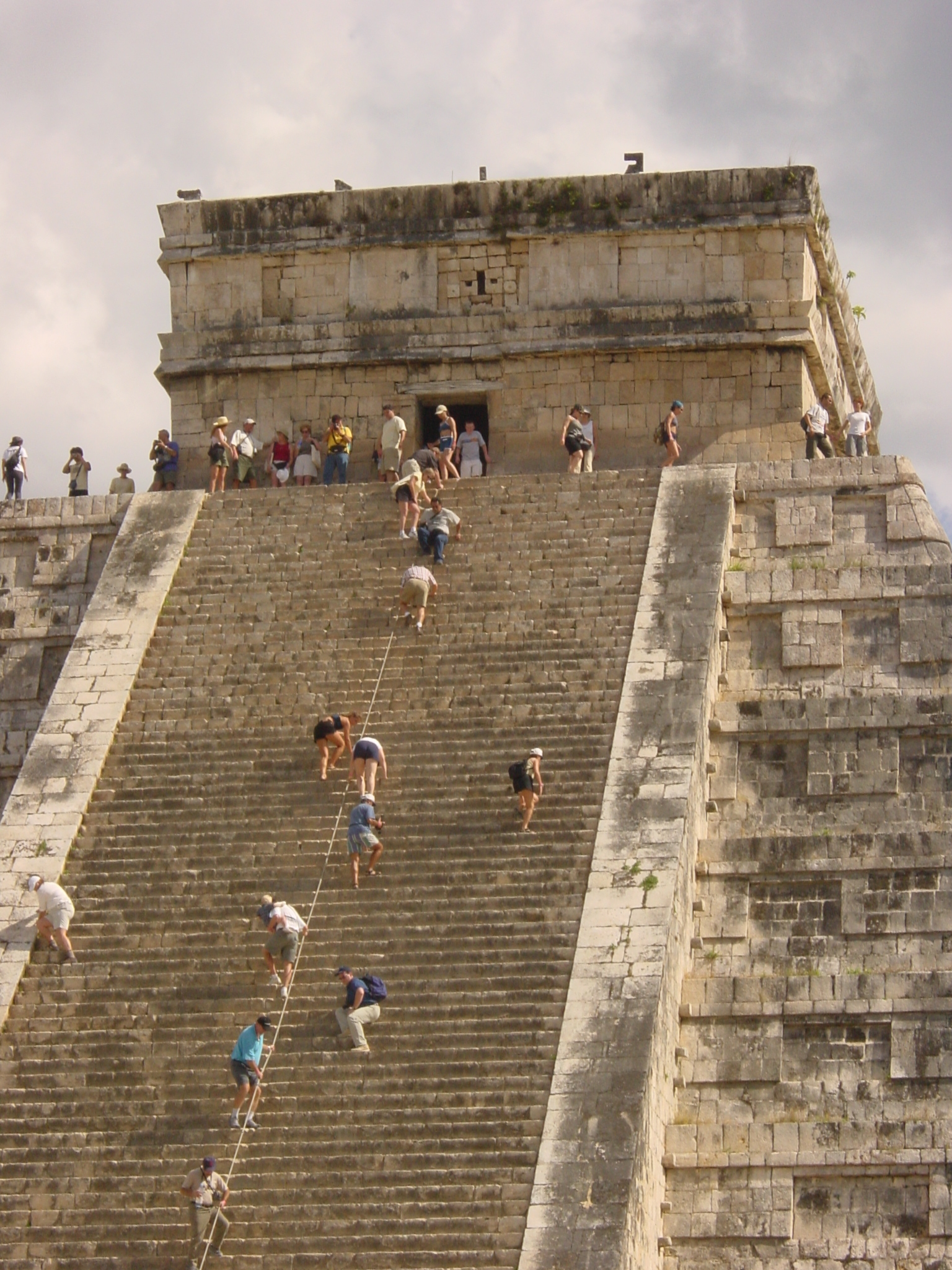
سلم الهرم
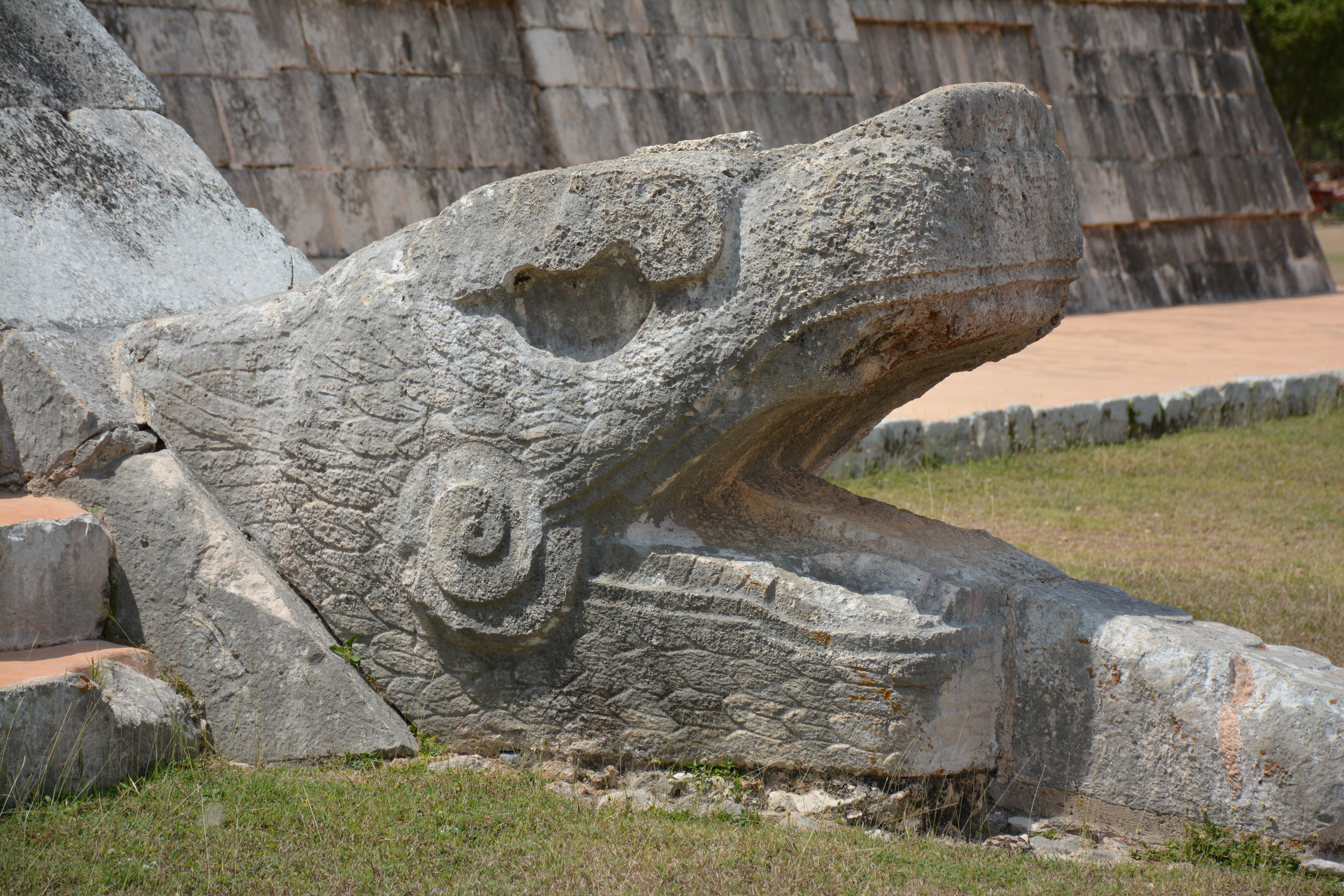
جانب السلم

## الاكتشاف
تم اكتشاف المدينة على يد الأثري الأمريكي إدوارد هربرت تومبسون عندما تسلق هرم المدينة في إحدى الليالي في اواخر القرن التاسع عشر وكان الهرم مغطى بالنباتات وتبين معالمه في الصباح التالي.

## الاسم
يرجع الاسم المعروفة به المدينة إلى ما قبل الاكتشاف الأوروبي ويعني بلغة المايا (بئر إيتزا) وهم الشعب الذين يظن أنهم من بنى المدينة وأسسوا مبانيهم الدينية في المئات الأولى للميلاد وكانوا من النبلاء، ثم تبعهم شعب المايا حتى القرن الرابع عشر عندما احتلها التولتك ووضعوا طرازهم المعماري في المدينة ومنها الهرم الذي وقف عليه تومبسون.
وبنى على يد المايا.

## آثار المدينة

### البئر
كشفت الحفريات عن طريق بعرض 6 متر وطول 300 متر تقريبا وهو مرصوف بالحجر الأحمر ويقود من طرف المدينة إلى حوض طبيعي من الحجر الجيري ممتلئ إلى نصفه بالماء فعرف تومبسون أنها مستخدمة لتقديم الأضاحي وتحدثت عنها مذكرات بعثة إسبانية تبشيرية حيث كانت العذارى تلقى هناك في تشيتشن إيتزا وقت الجفاف، وكانت ملاحظات تومبسون دقيقة بهذا الشأن حيث تم استخراج الجواهر والفخار وصمغ الأشجار الذي صنع منه المايا البخور، وبمساعدة الغطاسين تم استخراج البقايا البشرية ولم تشمل النساء فقط بل الأطفال والرجال.

### الهرم
كان الهرم من بناء المايا ولكن آثار التولتك واضحة عليه حيث توجد عليه انصاب لكيتزالكواتل أو الأفعى ذات الريش والتي تشير بذيلها للسماء ولها فم كبير.

### القبة
هناك قبة مبنية على مصطبتين حجرييتين وكان هذا مرصدا للمايا يقود إليها درج حلزوني يقود لثلاثة فتحات تعنى حركات الشمس والقمر مما سهل عليهم وضع تقويمهم.

### آثار المدينة الأخرى
هناك قبور كثيرة وبقايا قاعة بها 1000 عمود ونحو سبع ساحات للعب كرة القدم حيث يحاول فريقان إلقاء كرة مطاطية نحو حلقة حجرية.
ومن أهم المباني هو تزومبانتلي وتعني منصة الجماجم ومساحتها 60م X 12م وجدرانه مزينة بأشكال الجماجم ويعتقد أن المكان كان يوضع به رؤوس أعدائهم.